# 堀内干城
堀内 干城（ほりうち たてき、1889年（明治22年）3月7日 - 1951年（昭和26年）5月28日）は、日本の外交官。駐中華民国公使。

## 経歴
奈良県生駒郡筒井村（現在の大和郡山市）出身。1915年（大正4年）、京都帝国大学法科大学政治科を卒業した。1918年（大正7年）、高等試験外交科に合格。領事官補、外務事務官、イギリス大使館二等書記官、上海領事、中華民国公使館二等書記官、同一等書記官、天津総領事、中華民国大使館参事官、北平総領事などを歴任した。1939年（昭和14年）、外務省東亜局長に就任。1940年（昭和15年）、中華民国大使館参事官を経て、特命全権公使兼上海総領事に就任した。1950年（昭和25年）の第2回参議院議員通常選挙に全国区から自由党公認で立候補したが落選した。

## 著作（新版）
- 『中国の嵐の中で　日華外交三十年夜話』乾元社、1950年
  - 復刻『中国の嵐の中で　日華外交三十年夜話』「日本外交史人物叢書 第23巻」ゆまに書房、2002年
  - 新版『日中衝突三十年 現地外交の志－道義的経済政策と侵略的軍事の抗争』書肆心水、2021年

## 栄典
- 1940年（昭和15年）8月15日 - 紀元二千六百年祝典記念章[6]